# 宇宙：個人遊記
《宇宙：個人遊記》（Cosmos: A Personal Voyage）是一部由天文學家卡爾·薩根主持的美國電視節目，於1980年透過公共廣播電視公司播出。《宇宙：個人遊記》一共有十三集，每集60分鐘。節目內容廣泛，包含天文學歷史、宇宙學、生命起源、外星殖民等。
節目播出後獲得巨大成功，除了美國以外亦於60多個國家播出、吸引多至五億觀眾。2014年播出的《宇宙大探索》（Cosmos: A Spacetime Odyssey）是《宇宙：個人遊記》的後續節目。